# Sant'Agata di Puglia
Sant'Agata di Puglia är en ort och kommun i provinsen Foggia i regionen Apulien i Italien. Kommunen hade 1 908 invånare (2017).